# Langfinnet ål
Den langfinnede ål (Anguilla reinhardtii) findes to steder:
Den newzealandske lever bl.a. i Eman-floden. De kan mindst blive 2 meter lange og veje mindst 16 kg.
Den australske langfinnede ål lever i det østlige Australien fra Cape York til Tasmanien. De kan mindst blive 3 meter lange og veje 22 kg.
På grund af dens størrelse kan den måske forveksles med søslanger. Se derfor også kryptozoologi.